# Putnowice
Putnowice este o arie protejată (sit de importanță comunitară — SCI) din Polonia întinsă pe o suprafață de 70,16 ha, integral pe uscat.

## Localizare
Centrul sitului Putnowice este situat la coordonatele 50°58′01″N 23°39′08″E / 50.967°N 23.6522°E.

## Înființare
Situl Putnowice a fost declarat sit de importanță comunitară în octombrie 2009 pentru a proteja 1 specie de plante.

## Biodiversitate
Situată în ecoregiunea continentală, aria protejată conține 4 habitate naturale: Formațiuni de Juniperus communis pe lande sau pajiști calcaroase, Pajiști uscate seminaturale și facies de acoperire cu tufișuri pe substraturi calcaroase (Festuco-Brometalia) (* situri importante pentru orhidee), Păduri de stejar și carpen Galio-Carpinetum, Păduri stepice euro-siberiene cu Quercus spp..
La baza desemnării sitului se află o specie protejată de  plante: papucul doamnei (Cypripedium calceolus).